# Parafia Niepokalanego Poczęcia Najświętszej Maryi Panny w Lidzie
Parafia Niepokalanego Poczęcia Najświętszej Maryi Panny w Lidzie – rzymskokatolicka parafia znajdująca się w Lidzie, w dzielnicy Słobódka, w diecezji grodzieńskiej, w dekanacie lidzkim, na Białorusi.

## Historia
Parafię Niepokalanego Poczęcia Najświętszej Maryi Panny w Lidzie erygował w 1932 lub 1933 arcybiskup wileński Romuald Jałbrzykowski. Tytuł zaczerpnięto od dawnej lidzkiej świątyni karmelitańskiej. Drewniany kościół parafialny powstał w 1933. Istnieje on do dziś. Przed II wojną światową parafia liczyła 7000 wiernych i była jedną z dwóch parafii w mieście. Należała wtedy do dekanatu lidzkiego archidiecezji wileńskiej. W czasach komunizmu parafia funkcjonowała.
W latach 1993–2002 wybudowano nowy, murowany kościół. Konsekrował go 8 grudnia 2002 biskup grodzieński Aleksander Kaszkiewicz.

Galeria
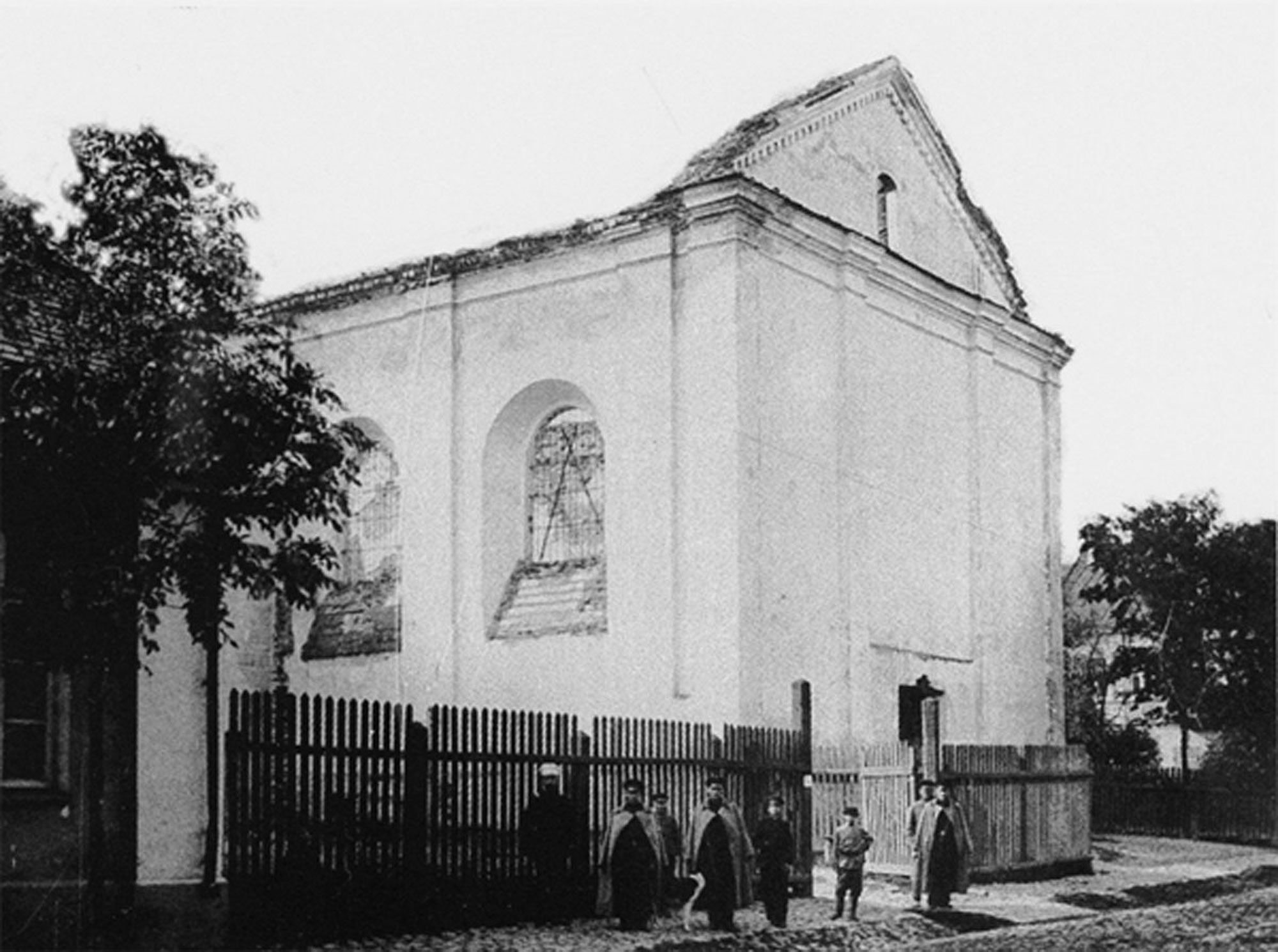
Zrujnowany przez Rosjan kościół karmelitów (1900 r.)
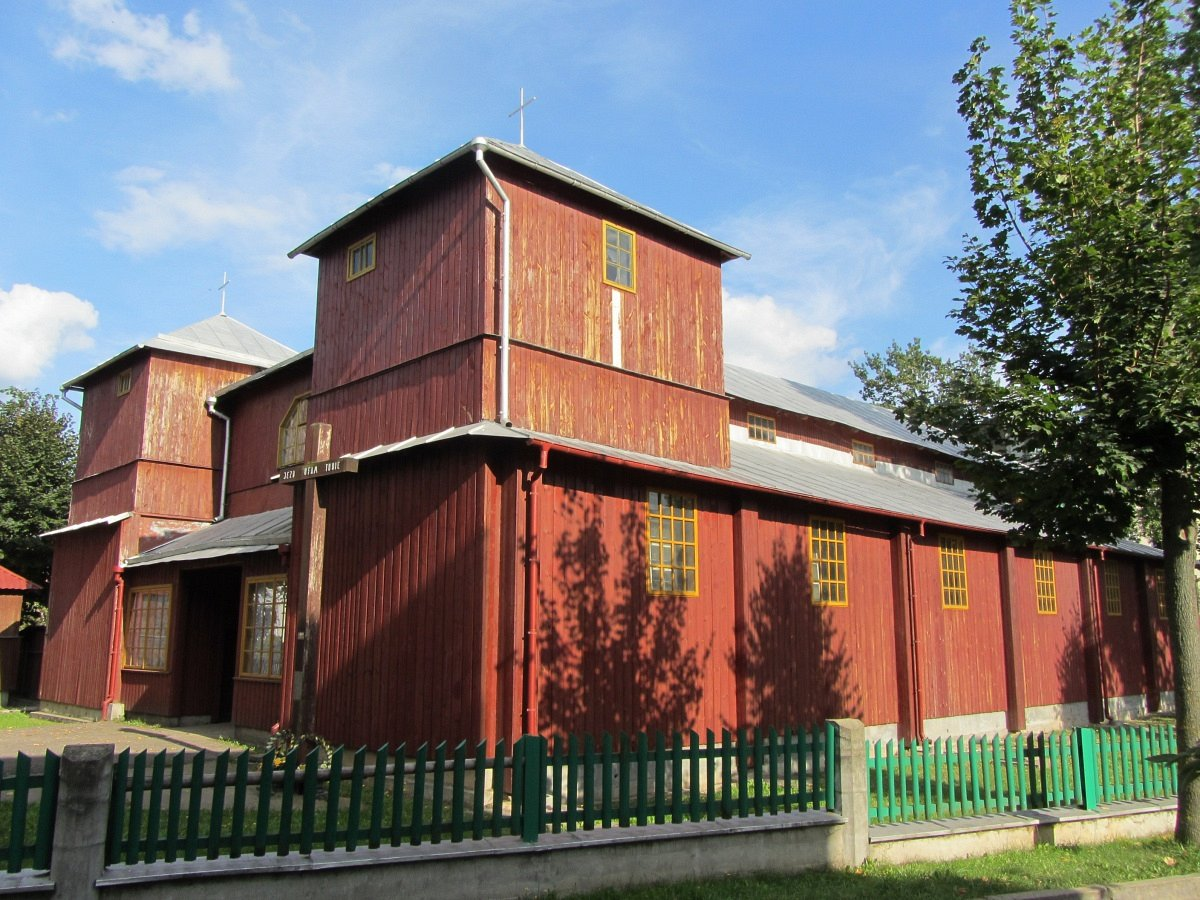
Drewniany kościół z 1933 r.